# سباستین جووینکو
سباستین جووینکو (ایتالیایی: Sebastian Giovinco؛ زادهٔ ۲۶ ژانویهٔ ۱۹۸۷) بازیکن پیشین فوتبال اهل ایتالیا است.
وی سابقه ۲۳ بازی و ۱ گل برای تیم ملی فوتبال ایتالیا در کارنامه دارد. این بازیکن در ۳۰ ژانویه ۲۰۱۹ به الهلال پیوست.

## افتخارات
یوونتوس
- سری آ(۲): ۱۳–۲۰۱۲ ، ۱۴–۲۰۱۳
- سری بی(۱): ۰۷–۲۰۰۶
- سوپر جام فوتبال ایتالیا(۲): ۲۰۱۲ ، ۲۰۱۳

الهلال
- لیگ حرفه‌ای فوتبال عربستان(۲): ۲۰–۲۰۱۹ ، ۲۱–۲۰۲۰
- جام پادشاهی عربستان(۱): ۲۰–۲۰۱۹
- لیگ قهرمانان آسیا(۱): ۲۰۱۹